# Нода, Ёсихико
Ёсихико Нода (яп. 野田 佳彦); 20 мая 1957, Фунабаси) — японский политик. Премьер-министр Японии (2011—2012).

## Биография
Ёсихико Нода родился 20 мая 1957 года в городе Фунабаси, Япония. Отцом Ноды был член Сил самообороны Японии.
В 1980 году успешно окончил Университет Васэда. Через семь лет был избран в состав нижней палаты префектуры Тиба.
В июне 2010 года Нода становится министром финансов Японии, заменив на этом посту Наото Кана. В начале своей работы Нода был известен как реформатор, подвергнувший критике деятельность тогдашнего генерального секретаря Либерально-демократической партии Японии Итиро Одзавы.
После отставки Наото Кана с поста лидера Демократической партии 26 августа 2011 года Нода являлся одним из основных кандидатов на эту должность. 29 августа 2011 года Нода победил на партийных выборах, опередив главного соперника Банри Кайэду. 30 августа 2011 года утверждён нижней палатой парламента в должности премьер-министра Японии, а 2 сентября назначен на эту должность императором. Сразу после поражения на парламентских выборах в декабре 2012 года Ёсихико Нода объявил о своём уходе с поста главы партии.

### Личная жизнь
Ёсихико Нода женат и имеет двоих детей.
Политик является поклонником боевых искусств и профессионального реслинга. Владеет чёрным поясом по дзюдо.